# 多治比小耳
多治比 小耳（たじひ の こみみ）は、奈良時代の貴族。姓は真人。官位は従五位上・伯耆守。

## 経歴
淳仁朝の天平宝字6年（762年）渤海使の王新福らを渤海に送り届けるための送高麗人使の正使に任命される。この時の位階は正六位上で借緋（六位の官人に対して、五位以上に許されている緋色の礼服の着用を奉使中に限り仮に認めること）。しかし、送使判官・平群虫麻呂は、王新福が乗ってきた船が腐って脆くなっているのを不安視し、上申して日本に留まることを請うた。そこで、朝廷は大使の小耳を始めとして史生以上の派遣を中止し、船を修理した上で左兵衛・板振鎌束を船師として渤海へ向けて出発させた。
天平宝字8年（764年）藤原仲麻呂の乱終結後の10月に行われた論功の叙位において従五位下に叙爵し、11月には伯耆守に任ぜられる。天平神護3年（767年）従五位上に至る。

## 官歴
『続日本紀』による。
- 時期不詳：正六位上
- 天平宝字6年（762年）11月1日：送高麗人使
- 天平宝字8年（764年）10月7日：従五位下。11月5日：伯耆守
- 天平神護3年（767年）1月18日：従五位上